# Fernando de Peñalver
Fernando de Peñalver é um município da Venezuela localizado no estado de Anzoátegui.
A capital do município é a cidade de Puerto Píritu.